# Ape subterane

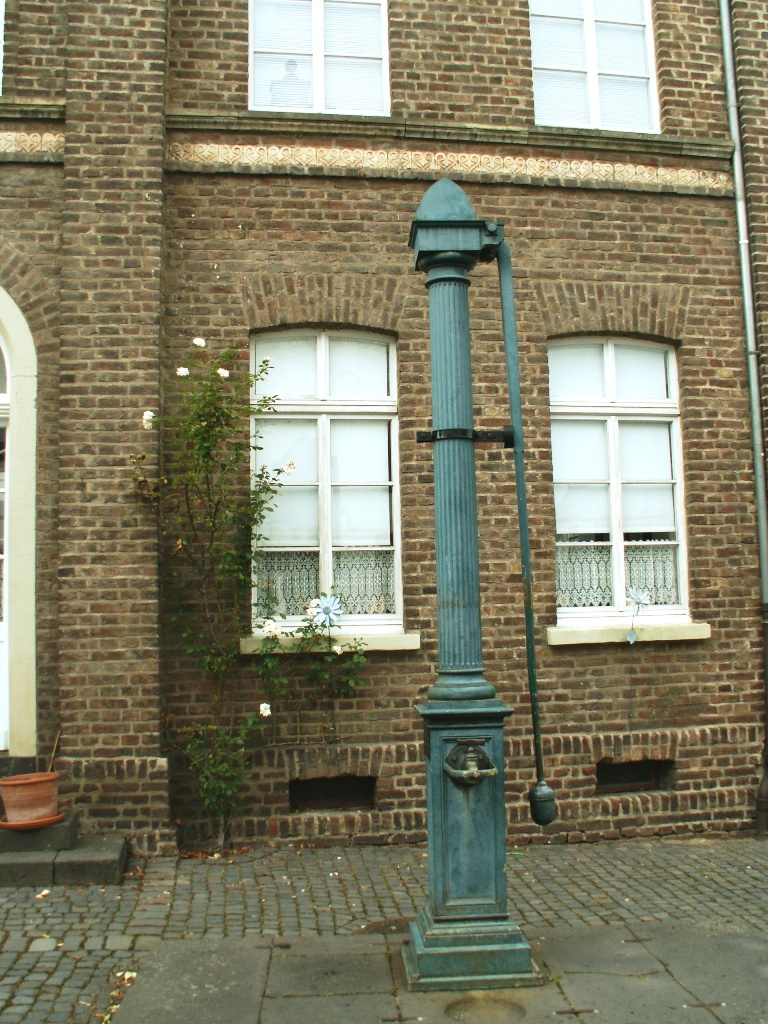
Pompă de apă obiect de muzeu în Kaster Germania

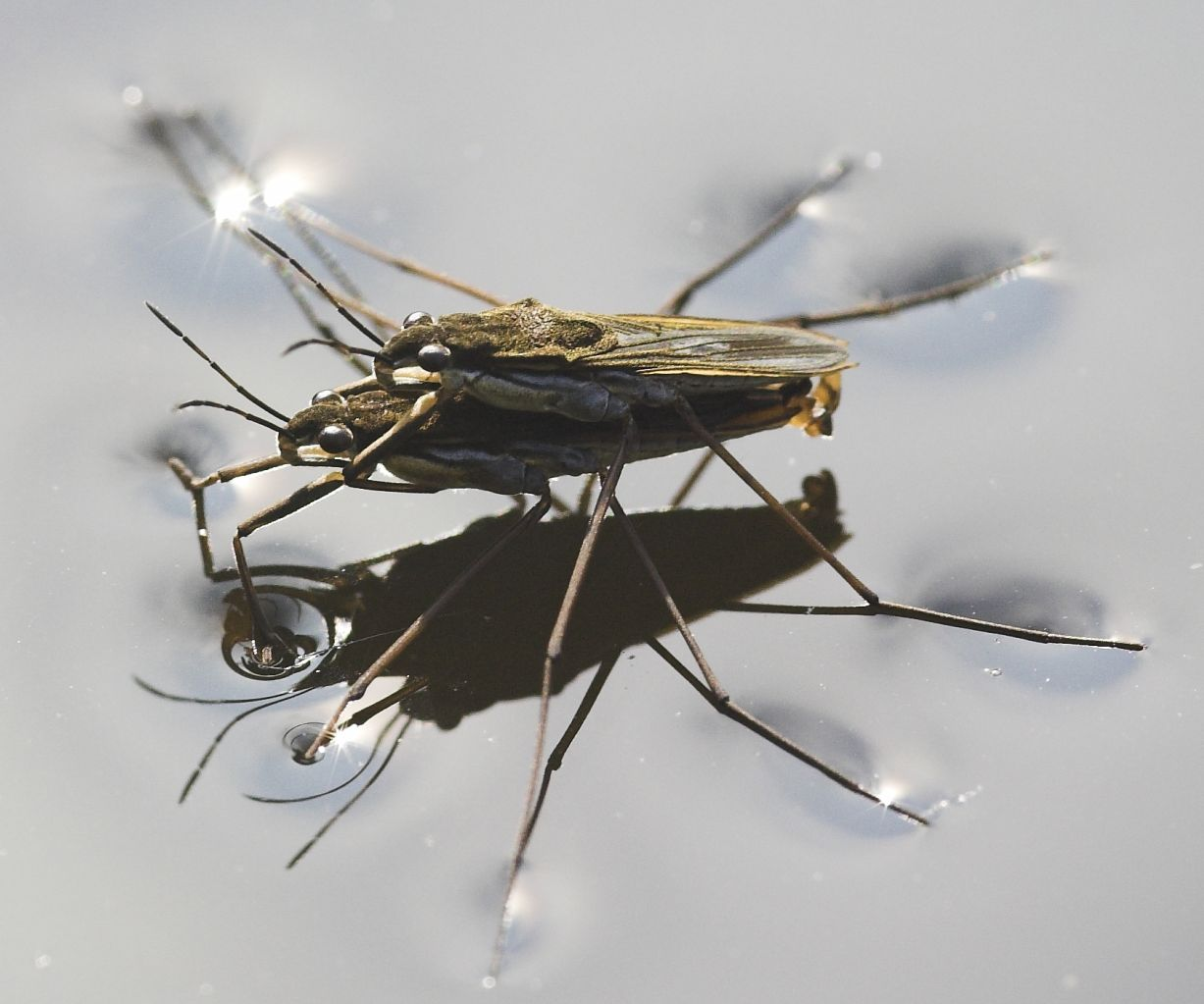
Folosirea în practică a tensiunii superficiale a apei de două insecte în timpul împerecherii

Apele subterane definesc ansamblul apelor care se află în golurile scoarței pământului, care se formează sub acțiunea forței gravitaționale a planetei noastre.
Presiunea hidrostatică exercitată de apa subterană are o valoare care se calculează cu ajutorul formulei lui Pascal (fizician francez, 1623-1662):
{\displaystyle p(h)=\rho \cdot g\cdot h}
unde:
p(h) - presiunea hidrostatică ce depinde de înălțimea coloanei de apă; [p] = [unități Pascal]
g - accelerația gravitațională; [g] = m/s²
{\displaystyle \rho } - Densitate (pentru apă: {\displaystyle \rho } = 1.000 kg/m³); [{\displaystyle \rho }] = kg/m³
h - înălțimea coloanei de apă; [h] = m
Sub acțiunea forței gravitaționale, apele subterane curg prin golurile subterane. La aceasta se adaugă proprietățile caracteristice ale apei precum efectul capilar (important pentru  plante, sau migrării apei prin rocile poroase), tensiunea superficială a apei care determină formarea picăturilor de apă și menținerea solurilor umede. Apa subterană ia parte la recircularea apei în natură. Tot în cadrul apelor subterane sunt considerate și apele fosile care au luat naștere în Sahara cu milioane de ani în urmă.

## Formarea apei subterane

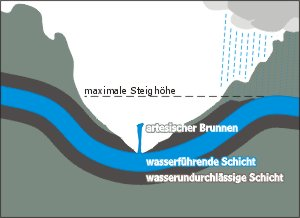
Principiul de formare a unei fântâni arteziene
Apa freatică se află sub presiune între două straturi impermeabile de argilă

Pânza freatică ia naștere din precipitațiile care se infiltrează în pământ, ori din infiltrațiile de apă din albia apelor curgătoare și stătătoare (râuri, fluvii, lacuri), această pătrundere a apei prin straturile permeabile (lat. Aquifer) va fi oprită de o rocă impermeabilă (Aquiklud) care joacă rolul unui canal. Acest sistem de canale poate să fie supraetajat. 
Nivelul sau oglinda apei freatice se poate observa în fântâni fiind un indicator al cantității de apă subterană (potențialul hidrologic). Frecvent apele subterane se află sub presiune, ceea ce explică formarea fântânilor arteziene.
Apele subterane, la fel ca cele de la suprafață, curg sub acțiunea gravitației, însă viteza de scurgere a apelor subterane este mai redusă, fiind influențată de natura rocii (mărimea granulelor sau porilor) care joacă și rolul de filtru, poziția apelor fiind schițată pe hărți hidrografice. 
Apele subterane ies la suprafață sub formă de izvoare, a căror apă este filtrată și are o concentrație diferită în minerale.

## Cauze care periclitează calitatea apei subterane
Activitățile umane pot să influențeze negativ calitatea (prin poluarea aerului, solului sau a apelor de la suprafață) și cantitatea apelor subterane (printr-o folosire irațională a apei).
Cauze naturale sunt în primul rând seceta prin cantitate redusă, sau lipsa precipitațiilor.